# اسم مشتق‌مرکب
اسم مشتق‌مرکب یکی از چهار گروه واژگان فارسی از نظر ساختاری است. این اسم‌ها ویژگی‌های اسم‌های مشتق و مرکب را با هم دارند و از دو یا چند تکواژ آزاد قاموسی به‌اضافه یک یا چند وند یا تکواژ وابسته ساخته می‌شوند. مانند:آتش‌نشانی=>آتش (جزء دارای معنا یا تکواژ آزاد قاموسی)+نشان (بن فعل که تکواژ آزاد قاموسی (جزء معنی دار) محسوب می‌شود.

## صورت باستانی اسم‌ها و طبقه‌بندی ساختاری
در تعیین نوع ساخت اسمهای فارسی، باید به رواج و شناخت اهل زبان فارسی (گویشوران زبان فارسی، یعنی کسانی که زبان مادری آنها، فارسی است یا متکلم به این زبان هستند یا غیر فارسی‌زبانانی که در سطح بالایی به این زبان تسلط دارند) توجه کرد، نه پیشینهٔ باستانی اسم. ممکن است در گذشتهٔ زبان فارسی، وندها و تکواژهای آزادی وجود داشته که امروز به عنوان تکواژ و وند جدا و مستقل شناخته نمی‌شوند؛ در نتیجه اسمی که از ترکیب آن‌ها ساخته شده نیز به صورت یک جزء معنادار تنها و مستقل که یک تکواژ آزاد قاموسی است شناخته می‌شود. اسمهایی که در فارسی دورانهای باستانی، از وندها و تکواژهای آزادی ساخته شده‌اند که امروزه در ذهن فارسی‌زبانان قابل تشخیص و تفکیک نیست، باید به صورت اسم ساده که تشکیل شده از یک جزء معنادار یا یک تکواژ آزاد است، طبقه‌بندی شوند.                                   سلام من به تو یار قدیمی
در گذشته، واژهٔ «دش» به معنای ضد بوده که امروزه، در میان فارسی‌زبانان، معنایی برای آن متصور نیست. این تکواژ آزاد به واژهٔ «خوار» اضافه شده و واژهٔ «دشخوار» را به وجود آورده‌است. امروزه، اغلب اهل زبان فارسی، این اسم را به صورت یک اسم ساده تلقی می‌کنند و آن را قابل تفکیک نمی‌دانند. مگر آن‌که متخصص زبان باشند. ملاک طبقه‌بندی اسم از نظر ساخت، قابلیت تفکیک آن در میان عوام یا سخنوران عادی زبان است.
- «دش» + «من» =دشمن
- «رُس» + «تهم» = «رستهم» ->رستم
- «مو» + «چه» یا «ژه» = «موچه» ->مژه
- «پاره:تکه، قسمت» + «چه» =پارچه
- «دیو» + «ار» =دیوار

در این واژه نیز، فارسی‌زبانان امروزی، تشکیل واژه از دو تکواژ-دو تکواژی که امروزه رایج و مورد استفاده نیستند-را تشخصی نمی‌دهند و آن را به عنوان یک اسم ساده می‌شناسند؛ بنابراین این واژه نیز از نظر دستور امروزی زبان فارسی، ساده محسوب می‌شود.
- «دم» + «ا» + «وند» =دماوند
- «تاب» + «ـِستان» =تابستان
- «پاک» + «ایزه» =پاکیزه

دو تکواژ «پاک» و «ایزه» در گذشته، در زبان فارسی، کاربرد داشته‌اند، اما امروزه رایج نیستند و ترک شده‌اند، بنابراین اسم ساخته شده از این دو تکواژ نیز، اسم ساده فرض می‌شود، چرا که قابل تفکیک و تقسیم توسط اهل زبان در روزگار ما نیست.
- «مُغ» + «بد» یا «پت» = «مغبد» یا «مغپت» ->موبد
- «کلو:نان روغنی بزرگ» + «چه» =کلوچه
- «ام:این، همین» + «روز» =امروز

وند «اِم» امروزه از دایرهٔ تکواژهای زایندهٔ فارسی‌زبانان خارج شده‌است و با این تکواژ، واژه‌ای ساخته نمی‌شود. پس واژهٔ «امروز» ساده به‌شمار می‌آید؛ یا به عبارت دیگر، وندهای موجود در واژه را نادیده گرفته و کل واژه را یک تکواژ یا اسم ساده می‌انگاریم.